# 克赖斯豪特姆
克赖斯豪特姆（荷蘭語：Kruishoutem，荷蘭語發音：[ˌkrœy̯sˈɦʌu̯tɛm]）是比利时东佛兰德省的一个城镇和旧市镇。克赖斯豪特姆原为一独立市镇，2019年1月1日，克赖斯豪特姆与市镇津厄姆合并为新市镇克赖瑟姆。

## 历史
1977年，市镇万讷海姆-莱德、诺克勒和村庄洛泽尔（由市镇赫伊瑟-洛泽尔拆分而来）并入克赖斯豪特姆。2019年1月1日，克赖斯豪特姆与市镇津厄姆合并为新市镇克赖瑟姆，万讷海姆-莱德、诺克勒、赫伊瑟和洛泽尔成为了克赖瑟姆的片区。